# Crateromorpha cylindrica
Crateromorpha cylindrica är en svampdjursart som först beskrevs av Schulze 1886.  Crateromorpha cylindrica ingår i släktet Crateromorpha och familjen Rossellidae. Inga underarter finns listade i Catalogue of Life.